# Cytheruridae
Cytheruridae – rodzina małżoraczków z rzędu Podocopida i podrzędu Cytherocopina.
Małżoraczki o karapaksach pozbawionych wyraźnej rzeźby, w widoku bocznym skośnie zaokrąglonych z przodu i kanciastych lub wręcz ogonkowatych z tyłu. Brzuszny brzeg karapaksu prawie prosty. Wierzch żeberkowany i dołeczkowany. Zamek typu merodontycznego. Westibuli brak lub płytkie. Odciski mięśni zwieraczy ustawione po cztery w poziomym rządku. Ilość podomerów w czułkach pierwszej pary nie przekracza sześciu.
Należy tu 608 opisanych gatunków współczesnych. Do rodziny tej zalicza się rodzaje:
- † Absonocytheropteron Puri, 1957
- † Acrocythere Neale, 1960
- Angulicytherura Schornikov et Dolgov, 1995
- Aversovalva Hornibrook, 1952
- † Chapmanicytherura Weaver, 1982
- Cytheropteron Sars, 1866
- Cytherura Sars, 1866
- † Procytherura Whatley, 1970
- Eocytheropteron Alexander, 1933
- Eucytherura Mueller, 1893
- Frenguellicythere Bertels-Psotka et Martinez, 1999
- † Hapsicytheridea Al-Furaih, 1980
- Heinzmalzina Mostafawi, 1992
- Hemicytherura Elofson, 1941
- † Hemingwayella Neale, 1975
- † Hemiparacytheridea Herrig, 1963
- † Howeina Hanai, 1957
- † Howeina Puri, 1956
- † Infracytheropteron Kaye, 1964
- † Kangarina Coryell et Fields, 1937
- Kobayashiina Hanai, 1957
- † Konarocythere Krutak, 1961
- Laocoonella De Vos et Stock, 1956
- Levocytherura Schornikov, 1969
- Lobosocytheropteron Ishizaki et Gunther, 1974
- Loxoreticulatum Benson, 1964
- Meganopteron Hu et Tao, 2008
- Microceratina Swanson, 1980
- † Microcosmia Crane, 1965
- Microcytherura Mueller, 1894
- Nearocytherura Ishizaki et Gunther, 1974
- † Oculocytheropteron Bate, 1972
- † Orthonotacythere Alexander, 1933
- Paracytheropteron Ruggieri, 1952
- † Paradoxorhyncha Chapman, 1904
- Parahemingwayella Dingle, 1984
- † Pedicythere Eagar, 1965
- Pelecocythere Athersuch, 1979
- Pseudocytherura Dubovsky, 1939
- † Rhadinocytherura Sheppard et Bate, 1980
- Rimacytheropteron Whatley et Coles, 1987
- Semicytherura Wagner, 1957
- Serrocytherura Ishizaki et Gunther, 1974
- Swainocythere Ishizaki, 1981
- Typhlocythere Bonaduce, Ciampo et Masoli, 1976
- Xylocythere Maddocks et Steineck, 1987